# Şādeqābād-e Sagbū
Şādeqābād-e Sagbū är en ort i Iran.   Den ligger i provinsen Khuzestan, i den centrala delen av landet, 400 km söder om huvudstaden Teheran. Şādeqābād-e Sagbū ligger 754 meter över havet och antalet invånare är 194.
Terrängen runt Şādeqābād-e Sagbū är kuperad åt nordost, men åt sydväst är den bergig. Runt Şādeqābād-e Sagbū är det ganska glesbefolkat, med 48 invånare per kvadratkilometer. Närmaste större samhälle är Shāhābād, 15,7 km väster om Şādeqābād-e Sagbū. Omgivningarna runt Şādeqābād-e Sagbū är i huvudsak ett öppet busklandskap.